# Владо Живковић
Владо Живковић (Поточани код Прњавора, 1. јун 1955) је пензионисани пуковник Војске Републике Српске и командант 1. прњаворске лаке пјешадијске бригаде. Обављао је дужност начелника општине Прњавор у периоду од 2000. до 2008. године.

## Биографија
У Прњавору је завршио гимназију, а у Сарајеву 1981. Факултет политичких наука, смјер одбрана, и Школу резервних официра, смјер пјешадија. Стажирао је у Шапцу.
Прије ступања у Војску Републике Српске био је командант Штаба Територијалне одбране, Прњавор, у чину капетана. Као командант бригаде у саставу Југословенске народне армије учествовао је у одбрамбеним борбеним дејствима на западнославонском ратишту од 18. септембра 1991. У Војсци Републике Српске био је од дана њеног оснивања 12. маја 1992. до демобилисања, 30. марта 1996. Био је командант 1. прњаворске лаке пјешадијске бригаде. У чин пуковника унапријеђен је у јануару 1996. Послије демобилисања био је командир станице полиције у Прњавору, потпредсједник Скупштине општине, затим начелник општине Прњавор у два мандата (2000-2008). Предсједник је Борачке организације Републике Српске Прњавор (2010-2018). До 2016. године био је члан Српске демократске странке.

## Одликовања и признања
- Орден Милоша Обилића
- Орден Карађорђеве звијезде III реда.

Добитник је Златне повеље општине Прњавор.